# San Diego Gulls (1990–1995)
San Diego Gulls byl profesionální americký klub ledního hokeje, který sídlil v kalifornském městě San Diego. V letech 1990–1995 působil v profesionální soutěži International Hockey League. Gulls ve své poslední sezóně v IHL skončily v osmifinále play-off. Své domácí zápasy odehrával v hale San Diego Sports Arena s kapacitou 12 920 diváků. Klubové barvy byly černá, červená a bílá.
Klub hrál v soutěži pět sezon, poté byl nahrazen klubem Los Angeles Ice Dogs.

## Historie
San Diego Gulls byl založen v roce 1990, která vstoupil do soutěže International Hockey League. Před vstupem do ročníku 1992/93 se stal farmou New York Rangers. Mezi jejich největší úspěch byl v ročníku 1992/93, ve kterém obsadili v základní části první místo a vyhráli Fred A. Huber Trophy V playoff dokráčeli až do finále, nestačili pouze na tým Fort Wayne Komets, kterému podlehli 4-0 na zápasy.
V roce 1993 se stal farmu hlavního týmu z NHL Mighty Ducks of Anaheim z národní hokejové ligy. V následujících dvou sezónách postoupili do playoff, ale vypadli v prvním nebo ve druhém kole. V létě roku 1995 byla ukončena spolupráce mezi Might Ducks, to vedlo k přestěhování do Los Angeles, Kalifornie. Nový tým pojmenovaný Los Angeles Ice Dogs nadále pokračoval v působení IHL.

## Úspěchy klubu
- Vítěz základní části - 1x (1992/93)

## Hlavní trenéři týmu
- 1990–1991 Mike O’Connell
- 1991–1992 Don Waddell
- 1992–1993 Rick Dudley
- 1993–1994 Harold Snepsts
- 1994–1995 Walt Kyle

## Výsledky

### Základní část
Zdroj: 
| Sezona  | Zápasy | Výhry | Prohry | Prohry(p.p.) | Body | Góly vstřelené | Góly inkasované | Umístění v divizi |
| ------- | ------ | ----- | ------ | ------------ | ---- | -------------- | --------------- | ----------------- |
| 1990–91 | 83     | 30    | 45     | 8            | 68   | 273            | 362             | 5. v Západní      |
| 1991–92 | 82     | 45    | 28     | 9            | 99   | 340            | 298             | 3. v Západní      |
| 1992–93 | 82     | 62    | 12     | 8            | 132  | 381            | 229             | 1. v Pacifické    |
| 1993–94 | 81     | 42    | 28     | 11           | 95   | 311            | 302             | 2. v Pacifické    |
| 1994–95 | 81     | 37    | 36     | 8            | 82   | 268            | 301             | 4. v Jihozápadní  |

### Play-off
Zdroj: 
| Sezona  | Osmifinále                 | Čtvrtfinále                | Semifinále                 | Finále Turner Cupu              |
| ------- | -------------------------- | -------------------------- | -------------------------- | ------------------------------- |
| 1990–91 | mužstvo se nekvalifikovalo | mužstvo se nekvalifikovalo | mužstvo se nekvalifikovalo | mužstvo se nekvalifikovalo      |
| 1991–92 | —                          | porážka, 0-4, Peoria       | —                          | —                               |
| 1992–93 | —                          | postup, 4-0, Peoria        | postup, 4-2, Kansas City   | porážka, 0-4, Fort Wayne Komets |
| 1993–94 | —                          | postup, 4-1, Las Vegas     | porážka, 0-4, Atlanta      | —                               |
| 1994–95 | porážka, 2-3, Milwaukee    | —                          | —                          | —                               |

## Klubové rekordy

### Za sezonu
Góly: 60, Dmitrij Kvartalnov (1991/92)
Asistence: 73, Len Hachborn (1991/92)
Body: 118, Dmitrij Kvartalnov (1991/92)
Trestné minuty: 495, Daniel Shank (1992/93)

### Celkové
Odehrané zápasy: 281, Denny Lambert
Góly: 100, Hubie McDonough
Asistence: 152, Hubie McDonough
Body: 252, Hubie McDonough
Trestné minuty: 1042, Denny Lambert